# Eudaphaenura
Eudaphaenura is een geslacht van vlinders van de familie uilen (Noctuidae).

## Soorten
- E. catalai (Viette, 1954)
- E. griveaudi (Viette, 1961)
- E. splendens (Viette, 1954)